# Gouy (Aisne)
Pour les articles homonymes, voir Gouy.
Gouy est une commune française située dans le département de l'Aisne, en région Hauts-de-France.

## Géographie

### Localisation
Gouy est un village rural picard du Vermandois voué à la polyculture, situé dans l'Aisne, à la limite du département du Nord. Il est desservi par l'ex-RN 44, actuelle RD 1044.
Gouy et Le Catelet se touchent à quasiment former un village double.
Gouy se situe à mi-chemin entre Saint-Quentin et Cambrai.
Il existe une commune homonyme Gouy peuplée de 800 habitants près de Rouen dans la Seine-Maritime.

### Communes limitrophes
| Vendhuile  | Aubencheul-aux-Bois | Villers-Outréaux |
| Le Catelet | Gouy                | Beaurevoir       |
| Bony       | Nauroy              | Estrées          |

### Hydrographie

#### Réseau hydrographique
La commune est située dans le bassin Artois-Picardie. Elle est drainée par le canal des Torrents, la rivière Escaut qui prend sa source dans la commune et le Catelet,.
Le canal des Torrents, d'une longueur de 30 km, prend sa source dans la commune de L'Abergement-Clémenciat et se jette  dans l'Escaut à L'Abergement-Clémenciat, après avoir traversé neuf communes.

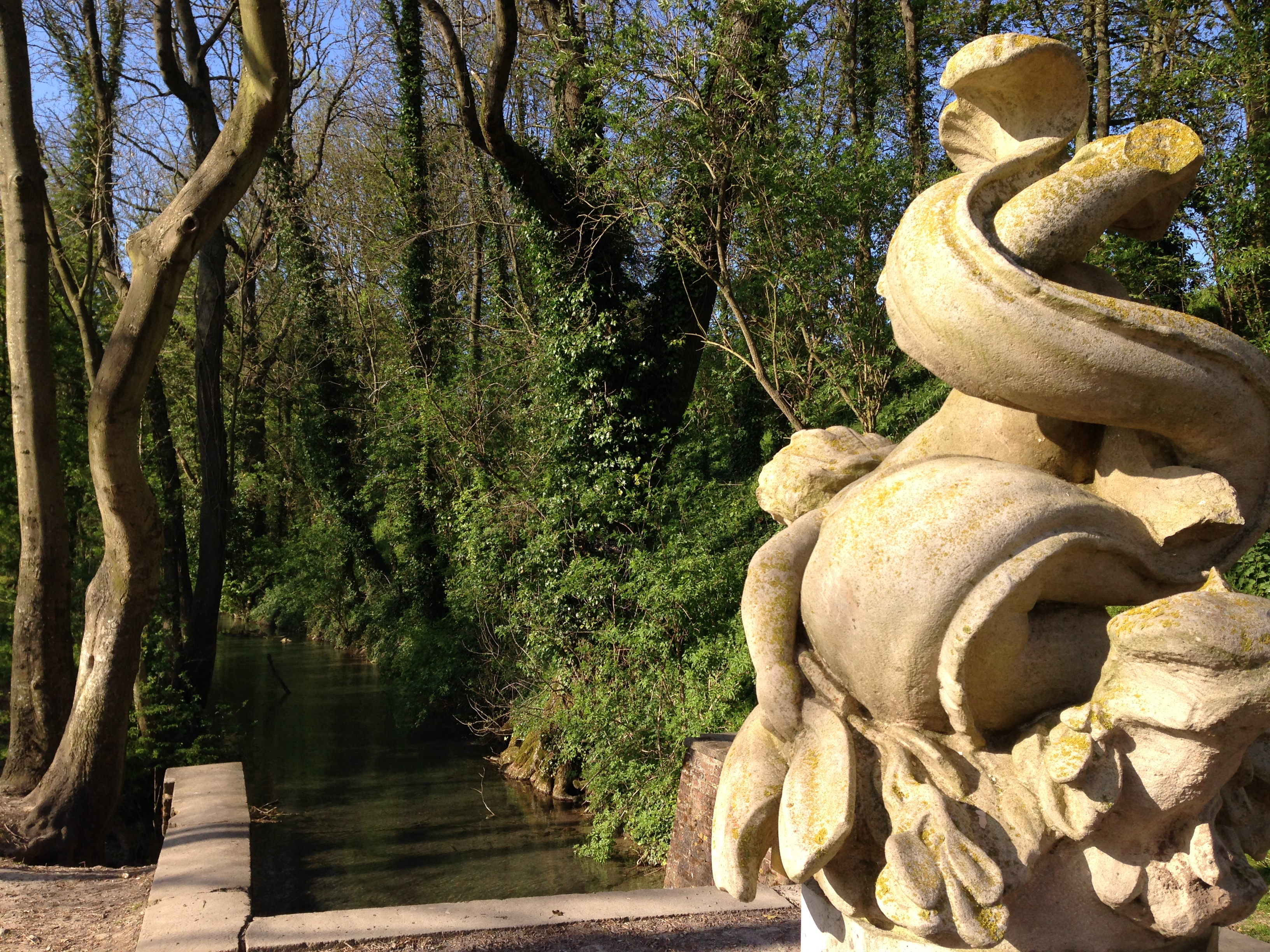
La source de l'Escaut à Gouy dans l'Aisne.
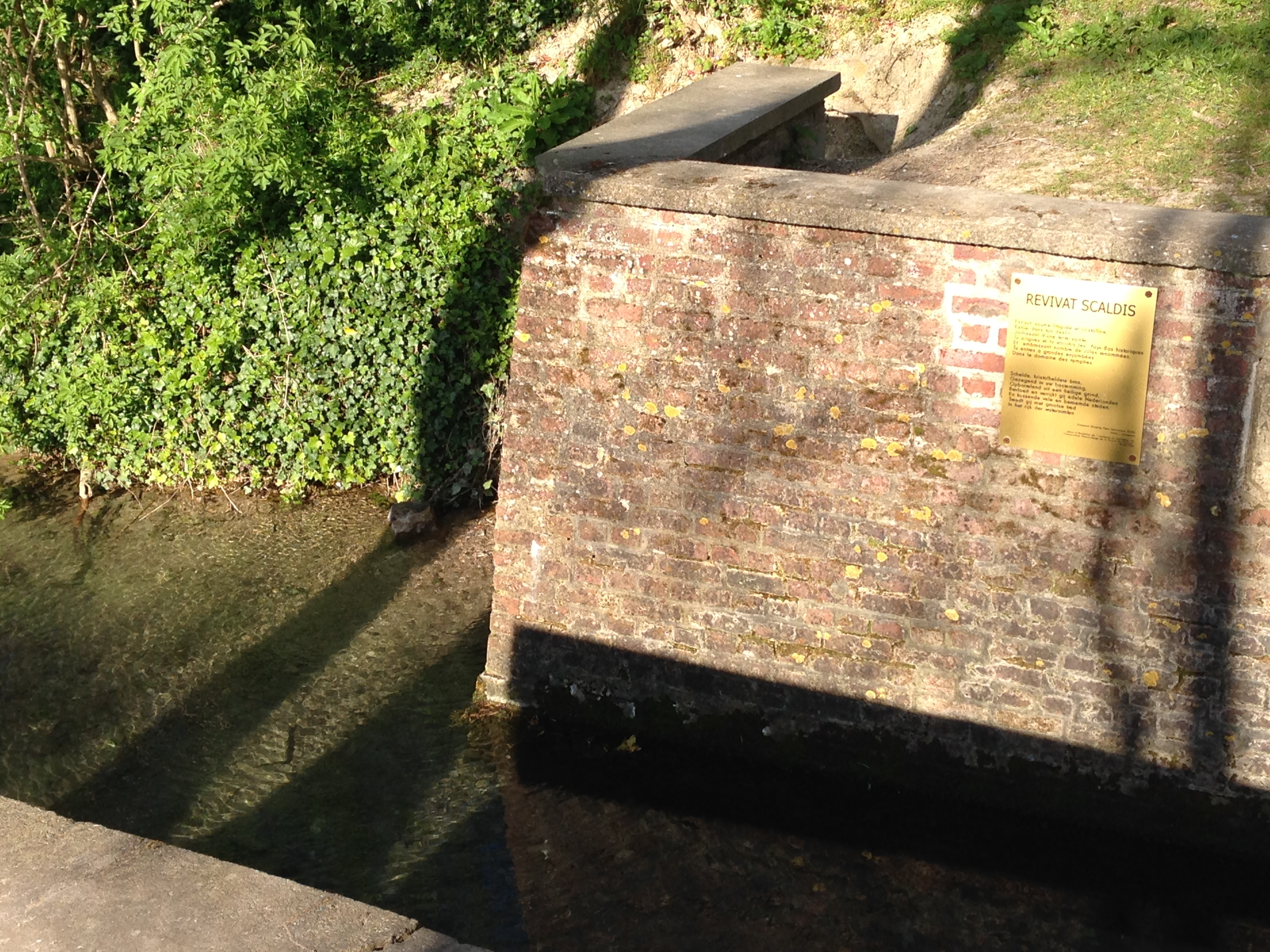
Source de l'Escaut - 2014 (Gouy) Aisne

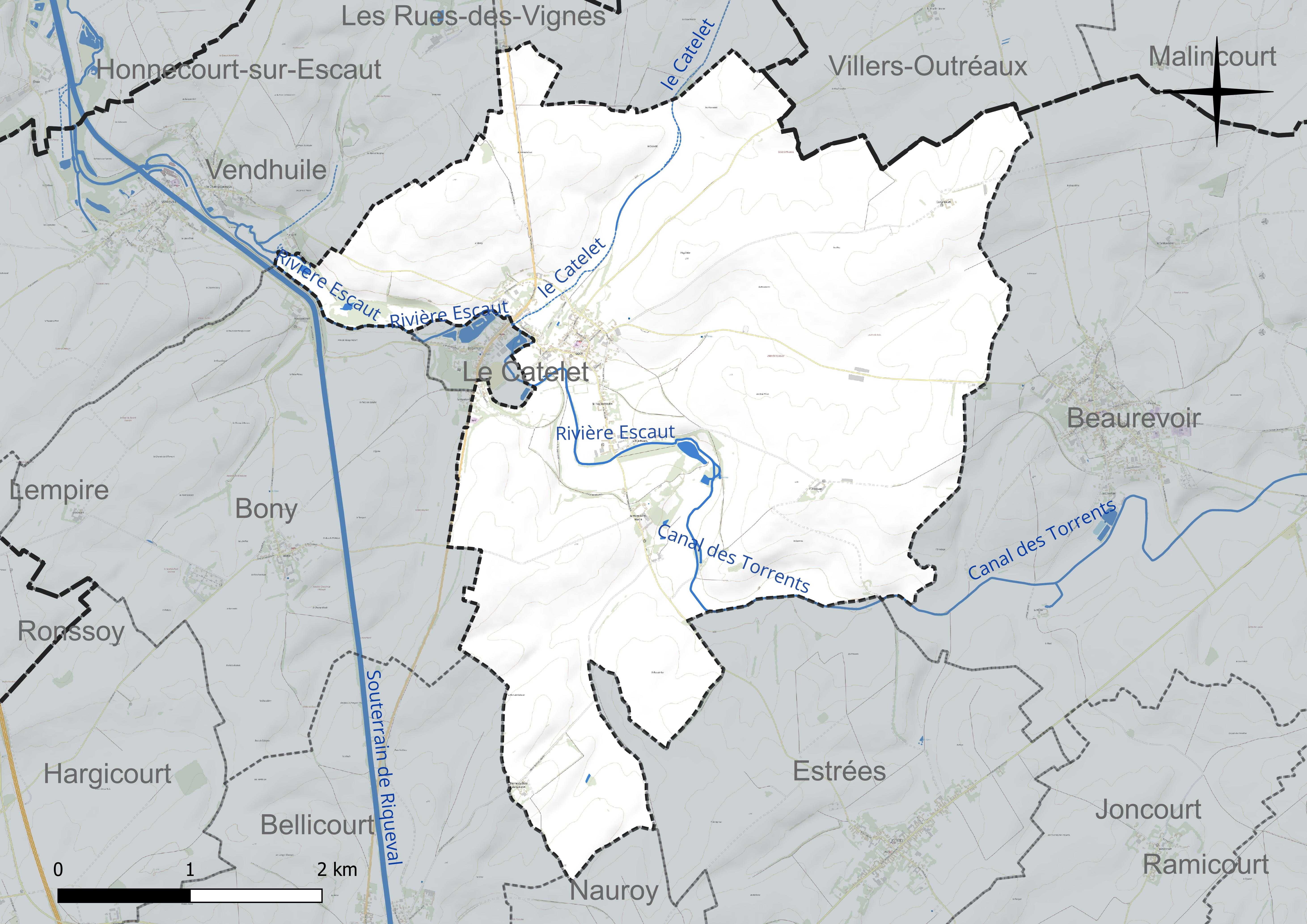
Réseau hydrographique de Gouy.

#### Gestion et qualité des eaux
Le territoire communal est couvert par le schéma d'aménagement et de gestion des eaux (SAGE) « Escaut ». Ce document de planification concerne un territoire de 2 005 km2 de superficie, délimité par le bassin versant de l'Escaut. Le périmètre a été arrêté le 9 juin 2006 et le SAGE proprement dit a été approuvé le 13 juillet 2021. La structure porteuse de l'élaboration et de la mise en œuvre est le syndicat mixte Escaut et Affluents (SyMEA).
La qualité des cours d'eau peut être consultée sur un site dédié géré par les agences de l'eau et l'Agence française pour la biodiversité.

### Climat
Pour des articles plus généraux, voir Climat des Hauts-de-France et Climat de l'Aisne.
En 2010, le climat de la commune est de type climat océanique dégradé des plaines du Centre et du Nord, selon une étude du CNRS s'appuyant sur une série de données couvrant la période 1971-2000. En 2020, Météo-France publie une typologie des climats de la France métropolitaine dans laquelle la commune est dans une zone de transition entre le climat océanique et le climat océanique altéré et est dans la région climatique Nord-est du bassin Parisien, caractérisée par un ensoleillement médiocre, une pluviométrie moyenne régulièrement répartie au cours de l'année et un hiver froid (3 °C).
Pour la période 1971-2000, la température annuelle moyenne est de 10 °C, avec une amplitude thermique annuelle de 14,9 °C. Le cumul annuel moyen de précipitations est de 722 mm, avec 12,2 jours de précipitations en janvier et 9,4 jours en juillet. Pour la période 1991-2020, la température moyenne annuelle observée sur la station météorologique la plus proche, située sur la commune d'Épehy à 9 km à vol d'oiseau, est de 10,6 °C et le cumul annuel moyen de précipitations est de 752,8 mm,. Pour l'avenir, les paramètres climatiques de la commune estimés pour 2050 selon différents scénarios d'émission de gaz à effet de serre sont consultables sur un site dédié publié par Météo-France en novembre 2022.

## Urbanisme

### Typologie
Au 1er janvier 2024, Gouy est catégorisée commune rurale à habitat dispersé, selon la nouvelle grille communale de densité à 7 niveaux définie par l'Insee en 2022.
Elle est située hors unité urbaine. Par ailleurs la commune fait partie de l'aire d'attraction de Saint-Quentin, dont elle est une commune de la couronne,. Cette aire, qui regroupe 120 communes, est catégorisée dans les aires de 50 000 à moins de 200 000 habitants,.

### Occupation des sols
L'occupation des sols de la commune, telle qu'elle ressort de la base de données européenne d'occupation biophysique des sols Corine Land Cover (CLC), est marquée par l'importance des territoires agricoles (97 % en 2018), une proportion identique à celle de 1990 (97 %). La répartition détaillée en 2018 est la suivante : 
terres arables (91,4 %), prairies (3,4 %), zones urbanisées (3 %), zones agricoles hétérogènes (2,1 %).
L'évolution de l'occupation des sols de la commune et de ses infrastructures peut être observée sur les différentes représentations cartographiques du territoire : la carte de Cassini (XVIIIe siècle), la carte d'état-major (1820-1866) et les cartes ou photos aériennes de l'IGN pour la période actuelle (1950 à aujourd'hui).

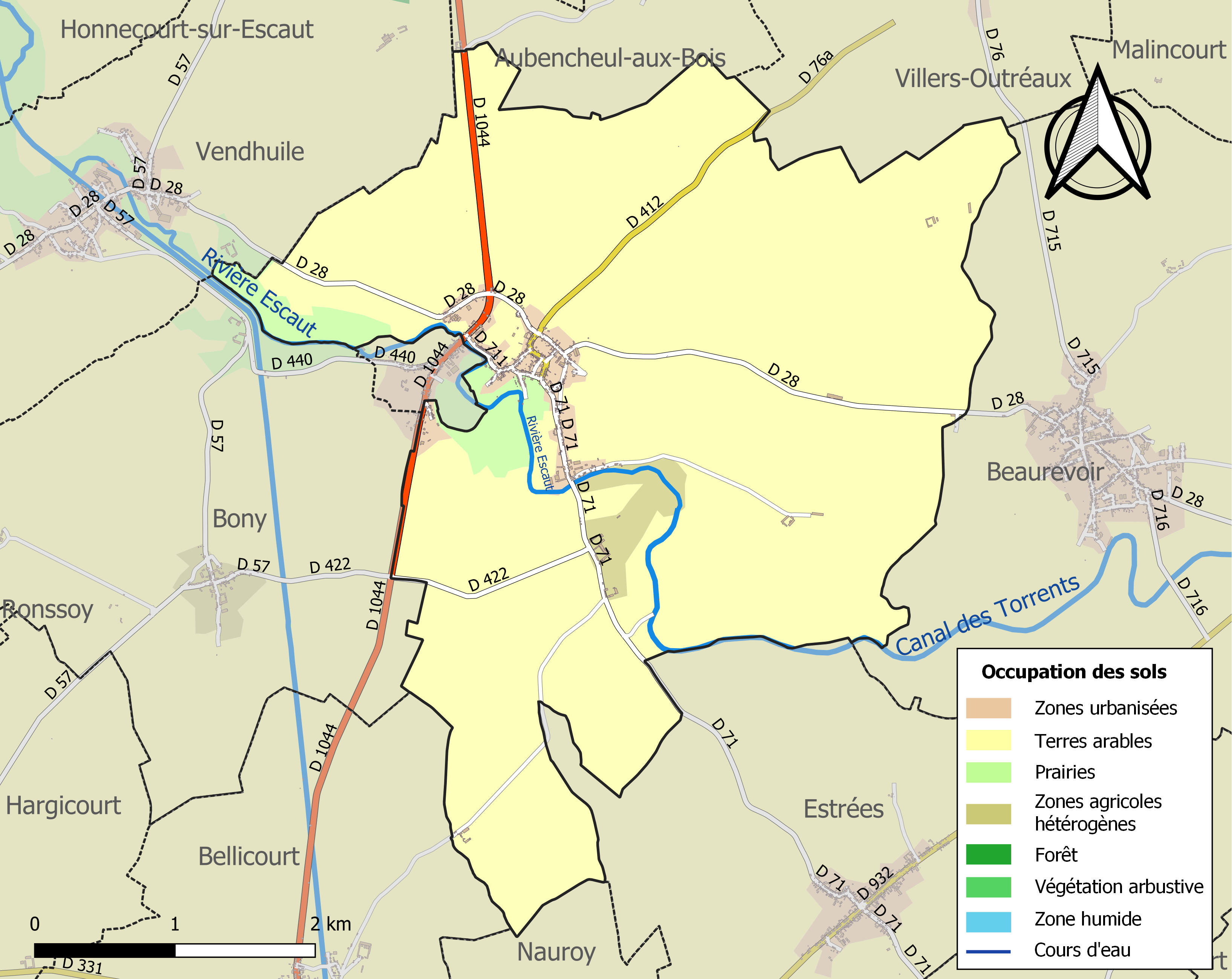
Carte de l'occupation des sols de la commune en 2018 (CLC).

## Toponymie
Gouy apparaît en 1178 sous le nom de Goi dans un cartulaire de l'abbaye du Mont-Saint-Martin puis Goiacum, Goy-en-Arrouaise, Goi-en-Arrouaise, Gouy-en-Arrouaise sur la carte de Cassini vers 1750, et l'orthographe actuelle Gouy à la fin du XVIIIe siècle.
Il s'agit d'un homonyme de Gouy (voir ce nom)
Par délibération du conseil municipal du mois d'août 2000, Gouy est peuplé de Goïciens et Goïciennes, de son ancien nom Goï.

## Histoire
Les vestiges d'un camp retranché des Longues Bornes, daté de la Tène, ont été retrouvées au lieu dit le Bois de la Barre avec une triple enceinte fortifiée en terre, ainsi que des vestiges celtiques et gallo-romains au lieu dit le Henois (poteries et médailles).
Vers 980, le domaine de Gouy, enlevé à Arnould, seigneur de Cambrai par Othon de Vermandois, devient possession du Vermandois dont il ne sera plus séparé. En 1213, sous le règne de Philippe II Auguste, le Vermandois et donc Gouy sont réunis au domaine royal français.
Après 1363, au cours de la guerre de Cent Ans, le Cambrésis ayant été intégré aux États bourguignons se retrouve à la frontière du royaume de France. En 1477, par héritage, le Cambrésis devient possession germanique puis, en 1515, par héritage encore, passe aux mains de Charles Quint, devenant ainsi territoire espagnol. Le village se trouve donc sur  la frontière entre les deux domaines, qui passait à  Lempire, Vendhuile, Gouy, Beaurevoir, Bohain, Guise et dans une zone de guerres fréquentes entre les deux puissances, cinq entre 1557 et 1660.
Carte de Cassini

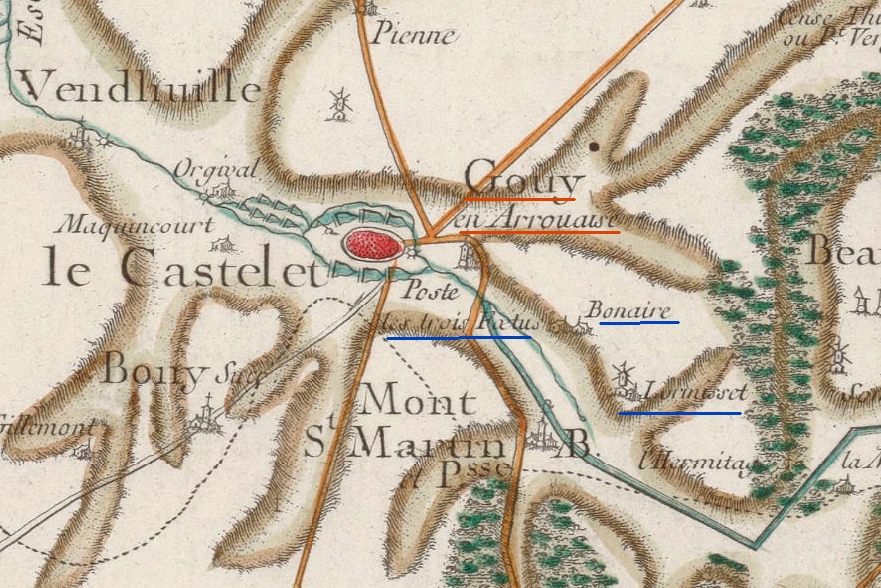
Gouy sur la Carte de Cassini.

Sur la carte de Cassini ci-contre datant du XVIIIe siècle, Gouy est appelé Gouy-en-Arrouaise. C'était une paroisse située sur l'Escaut. Un moulin à eau symbolisé par une roue dentée était implanté sur la rivière entre Gouy et Le Câtelet; Au sud-est, la ferme de Bonaire a été détruite en 1858. Un moulin à vent en bois était implanté dans le hameau de Lormisset qui appartenait à l'abbaye du Mont-Saint-Martin. Au sud, le village du Mont-Saint-Martin était une paroisse qui appartenait à l'abbaye du Mont-Saint-Martin. Ses terres appartiennent de nos jours à la commune. Il existait un relais de poste établi entre les deux villages qui permettait aux cavaliers ou diligences de disposer de chevaux frais. Aucun renseignement n'a été trouvé à ce jour sur le lieu-dit: Les Trois Fœtus.
Le 24 septembre 1641, sont données à Madrid, des lettres de chevalerie pour Pierre de Cardevacque, écuyer, seigneur de Gouy, Saint-Amand (Saint-Amand-les-Eaux?), lettres enregistrées le 3 mars 1642. Pierre de Cardevacque, est le fils de Ferdinand de Cardevacque, écuyer, seigneur de Beaumont (sans doute Hénin-Beaumont) et petit-fils de Charles de Cardevacque, écuyer, seigneur de Beaumont. Son grand-oncle maternel, frère au « vieil baron de Cuincy », a été gouverneur de Tournai, le frère second d'icelui, gouverneur de Bapaume, leur frère 3e, colonel d'infanterie, a rendu de notables services au siège de Cambrai. Louis de Cardevacque, écuyer, seigneur de Haubois, son frère aîné, capitaine de cuirassiers, après plusieurs fidèles services, a été tué, à l'avantage de notre cavalerie, par les Français, à leur dernière sortie de la ville de Maubeuge en 1637. Son second frère, a été tué en Allemagne, au service de l'Empereur en 1634. Lui-même a porté les armes au service du roi, en qualité de cornette au régiment du comte de Bucquoy, et a été depuis choisi capitaine de 300 têtes. Il a épousé la fille aînée d'Arnould de Thieulaine, chevalier, seigneur du Fermont, lieutenant de la gouvernance de Lille.
En mai 1698, sont données à Versailles, des lettres autorisant Pierre François de Cardevacque, seigneur de Gouy, gentilhomme d'Artois, fils de Pierre de Cardevacque, lieutenant de dragons, créé chevalier, à porter sur l'écusson de ses armes qui sont « D'hermines au chef de sable » une couronne de cinq fleurons d'or avec deux licornes pour tenants, comme le marquis d'Havrincourt, l'aîné de la famille, a droit de les porter. Pierre de Cardevacque, père du demandeur, a pour neveu Joseph de Cardevacque, seigneur des Haut-Bois, capitaine de grenadiers dans le régiment de Croÿ, qui assista à la bataille de Fleurus en 1690, à la bataille de Steinkerque en 1692, à la bataille de Neerwinden en 1693, au siège de Mons en 1694 (siège de Mons en 1691?), au siège de Namur  en 1695, au siège de Charleroi en 1696 (siège de Charleroi en 1693?), au siège de Barcelone, où après avoir donné des preuves éclatantes de sa valeur aux attaques du chemin couvert et des bastions de la place, il fut tué sur la brèche du second retranchement.
En mars 1720, des lettres de chevalerie héréditaire sont données à Paris pour Pierre François de Cardevacque, écuyer, seigneur de Gouy, Boucly, qui a toujours servi fidèlement le roi dans les assemblées des États de la province d'Artois. Il a deux frères actuellement au service, l'un en qualité de capitaine, l'autre de lieutenant au régiment de Boufflers. Il a eu un neveu tué sur la brèche, à l'assaut de Barcelone en 1697, alors qu'il commandait cinq compagnies de grenadiers, et il a un autre neveu gouverneur d'Hesdin depuis 1705.
Vers 1777, Pierre-Joseph-Alexandre de Cardevacque, chevalier, est seignuer de Gouy. Il se marie le 12 mai 1777 avec Marie-Joseph-Pauline Grenet de Marquette (Marquette-en-Ostrevant), née le 16 avril 1749. Elle est la fille de Jérôme-Joseph Grenet de Marquette, chevalier, conseiller de la ville de Lille, subdélégué de l'Intendant à Cambrai, anobli en 1743, substitut du procureur du roi, et de mademoiselle de Hoves.
En 1789, avant le déclenchement de la Révolution française, le village compte environ 600 habitants soumis à l'autorité et juridiction de l'abbaye du Mont Saint Martin, les abbés s'étant, dès le XIIIe siècle, substitués aux seigneurs laïcs.
En février 1791, les religieux quittent l'abbaye dont les terres sont mises en vente dès le mois de mars comme biens nationaux.
En 1811, le sucre ayant pratiquement disparu du marché lors du blocus de l'Angleterre, Napoléon Ier encourage la culture en France de la betterave et la fabrication de sucre. En 1812, l'Aisne est chargée d'en cultiver 1000 hectares et Alexandre Cougouilhe installe une sucrerie au Mont Saint Martin dont il est propriétaire. A la fin de l'épopée napoléonienne, Gouy est occupé par les coalisés et doit verser des indemnités de guerre. Le Mont Saint-Martin est loué  jusqu'en novembre 1818 par le  duc de Wellington, généralissime de l'armée anglaise.
Vers 1825, Gouy voit se développer la culture des betteraves sucrières, la confection de plumetis et l'installation d'une briqueterie, suivie, en 1830, de la construction de la tuilerie-pannerie, et, en 1832, du développement du tissage du coton. En 1835, est créée une activité de confection de rideaux en mousseline. Un four à chaux est construit en 1836, puis, en 1838, ouverture d'une sucrerie qui occupera jusqu'à 150 habitants.
En 1862, un moulin à farine (à eau et à vapeur) fonctionne sur l'Escaut, au pont vers Estrées, deux moulins à vent tournent dans la campagne: 1 pour la farine, 1 pour l'huile (tordoir) à Guizancourt et un moulin à vapeur est installé à Gouy-au-Mont. D'autres activités industrielles existent à cette époque, telle une fabrique de chicorée.
L'ancienne voie ferrée
Dans la première moitié du XXe siècle, la gare de Gouy-Le Catelet a été un important nœud ferroviaire ; la gare se situait sur deux lignes de chemin de fer : la ligne du Cambrésis qui fonctionna de 1892 à 1954 et qui reliait Saint-Quentin à Caudry et la ligne de chemin de fer de Guise au Catelet, ligne à voie métrique réalisée sous le régime des « voies ferrées d'intérêt local » reliant Le Catelet-Gouy à Bohain puis Guise qui a fonctionné de 1900 à 1950. De nos jours, cette gare, qui porte toujours l'inscription « CAMBRESIS » est transformée en habitation. Les gares les plus proches étaient Bellicourt en direction de Saint-Quentin, Aubencheul-aux-Bois en direction de Caudry et Beaurevoir en direction de Bohain.
Elle servait pour le transport du courrier, des marchandises, des betteraves vers les sucreries de Bohain ou Caudry et surtout des habitants et des ouvriers qui se rendaient soit à Bohain, pour travailler dans les usines textiles, soit au Catelet pour rejoindre Saint-Quentin ou Cambrai par la ligne du Cambrésis.
Après 1945, le trafic décline, du fait de l'essor du transport des marchandises par camion et des voyageurs par autobus. Le Département de l'Aisne, propriétaire de la ligne Guise-Le Catelet, décide de son déclassement le 1er janvier 1951. La ligne du Cambrésis cessera son activité en 1960.

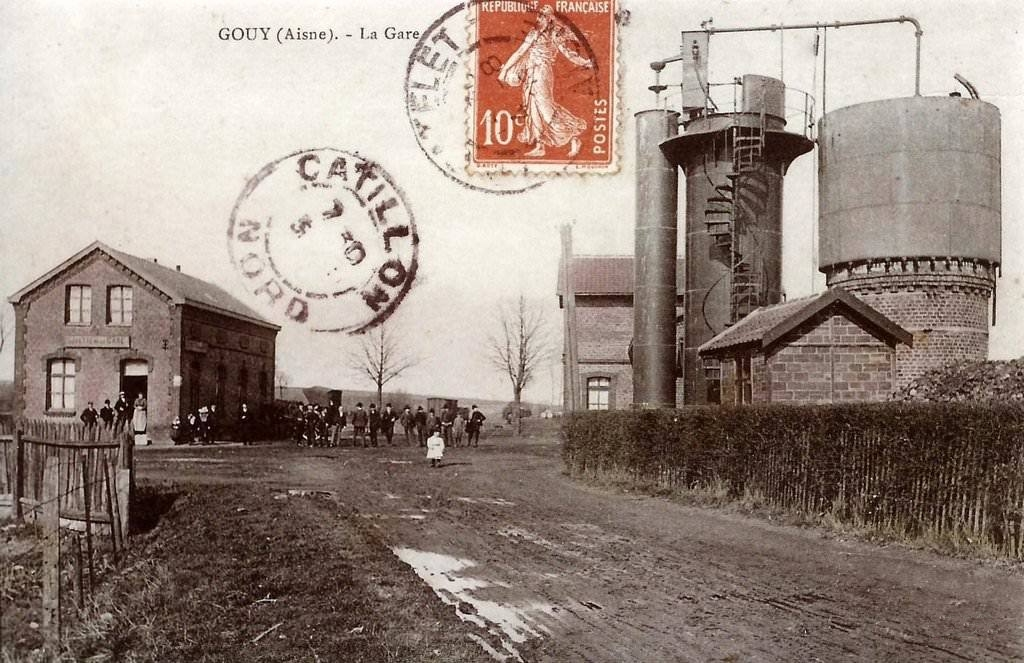
La gare vers 1910.
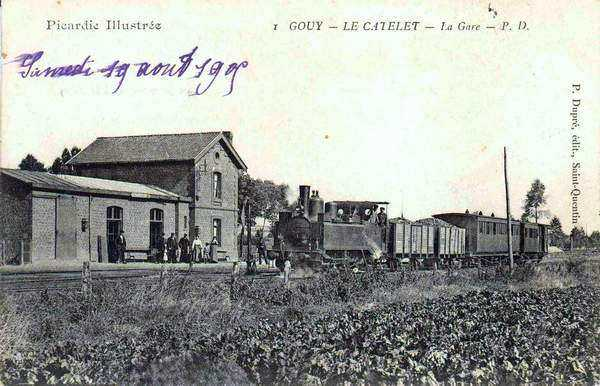
La gare du Catelet-Gouy vers 1910 (carte postale).
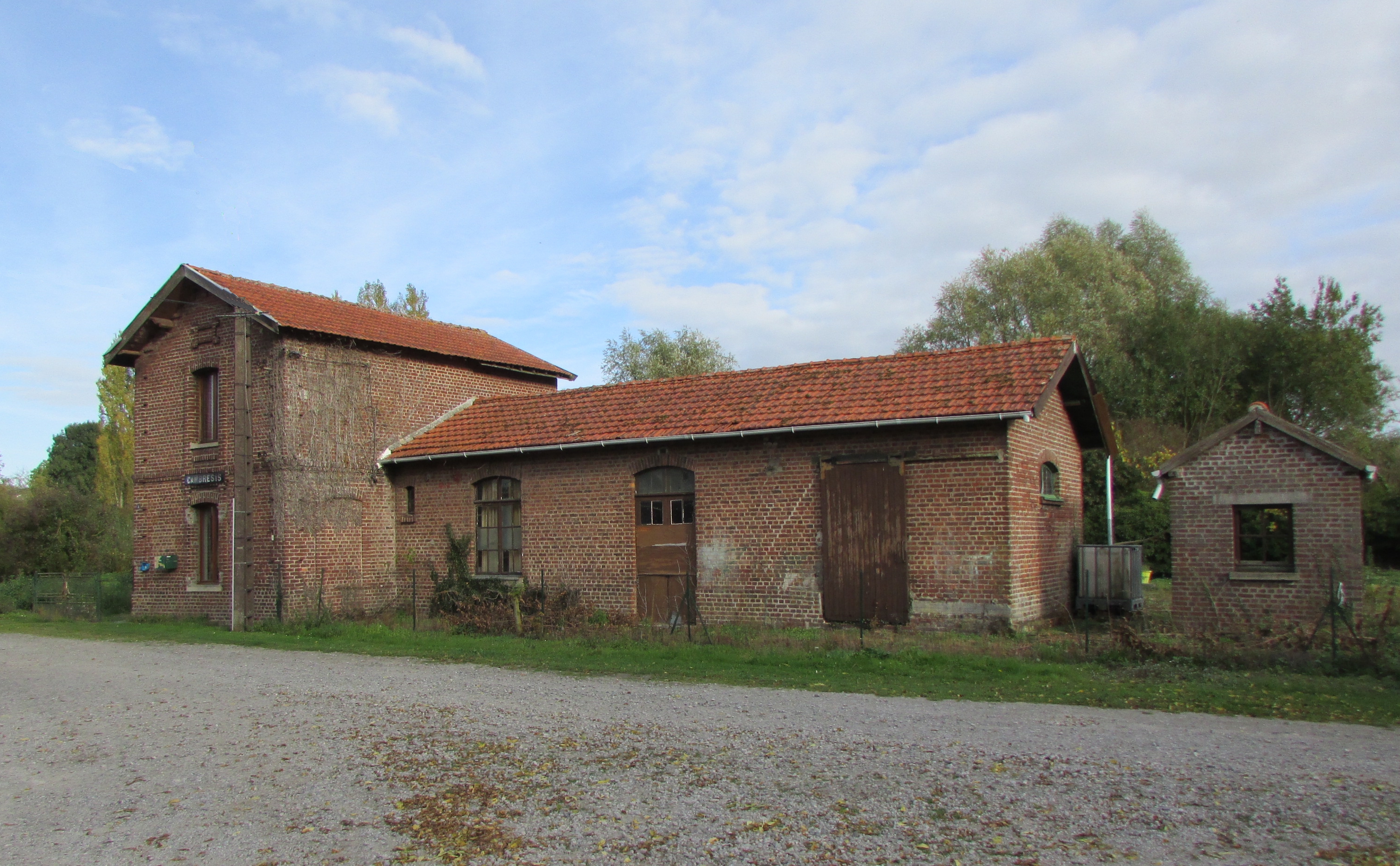
L'ancienne gare transformée en habitation.
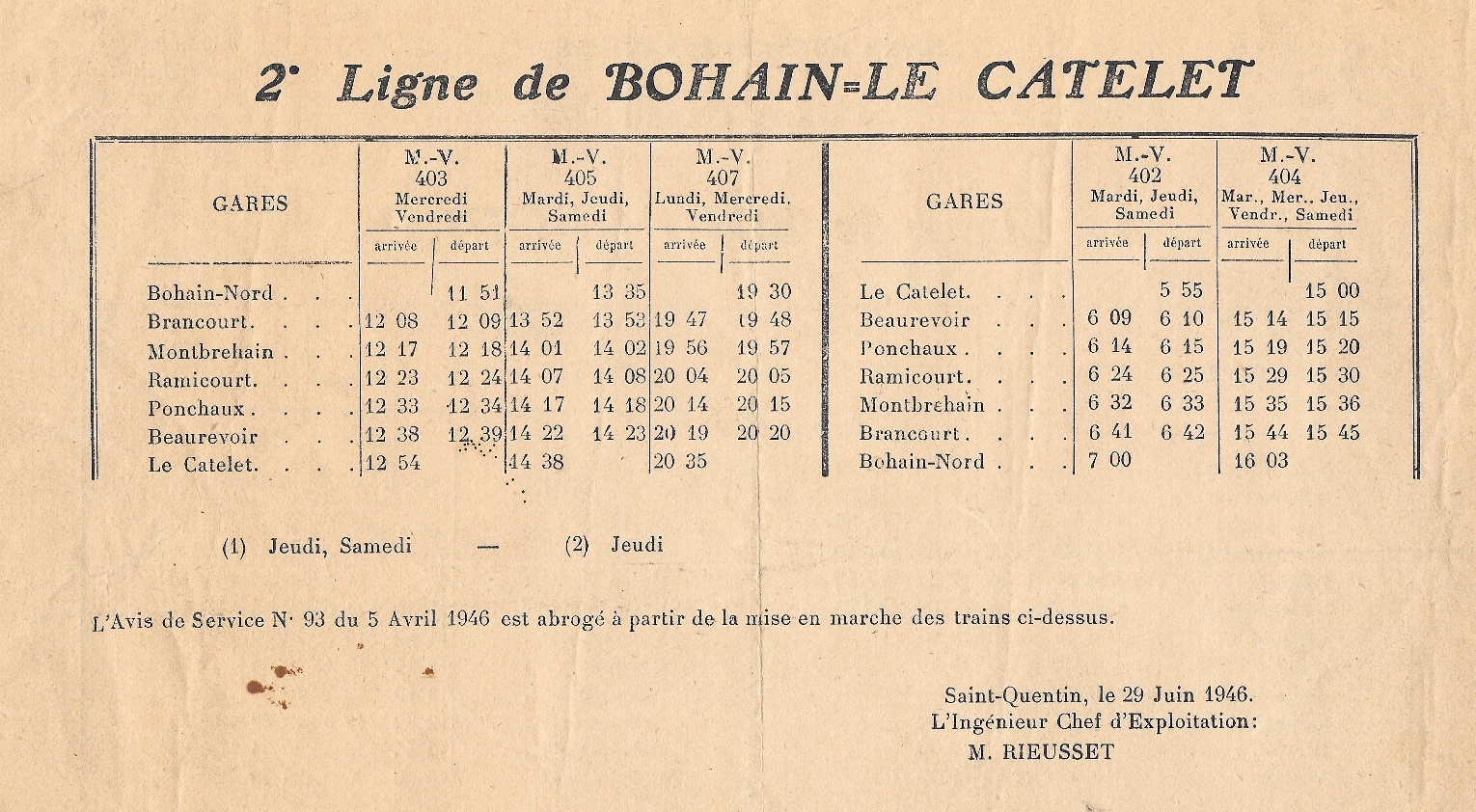
Horaire des trains en 1946.
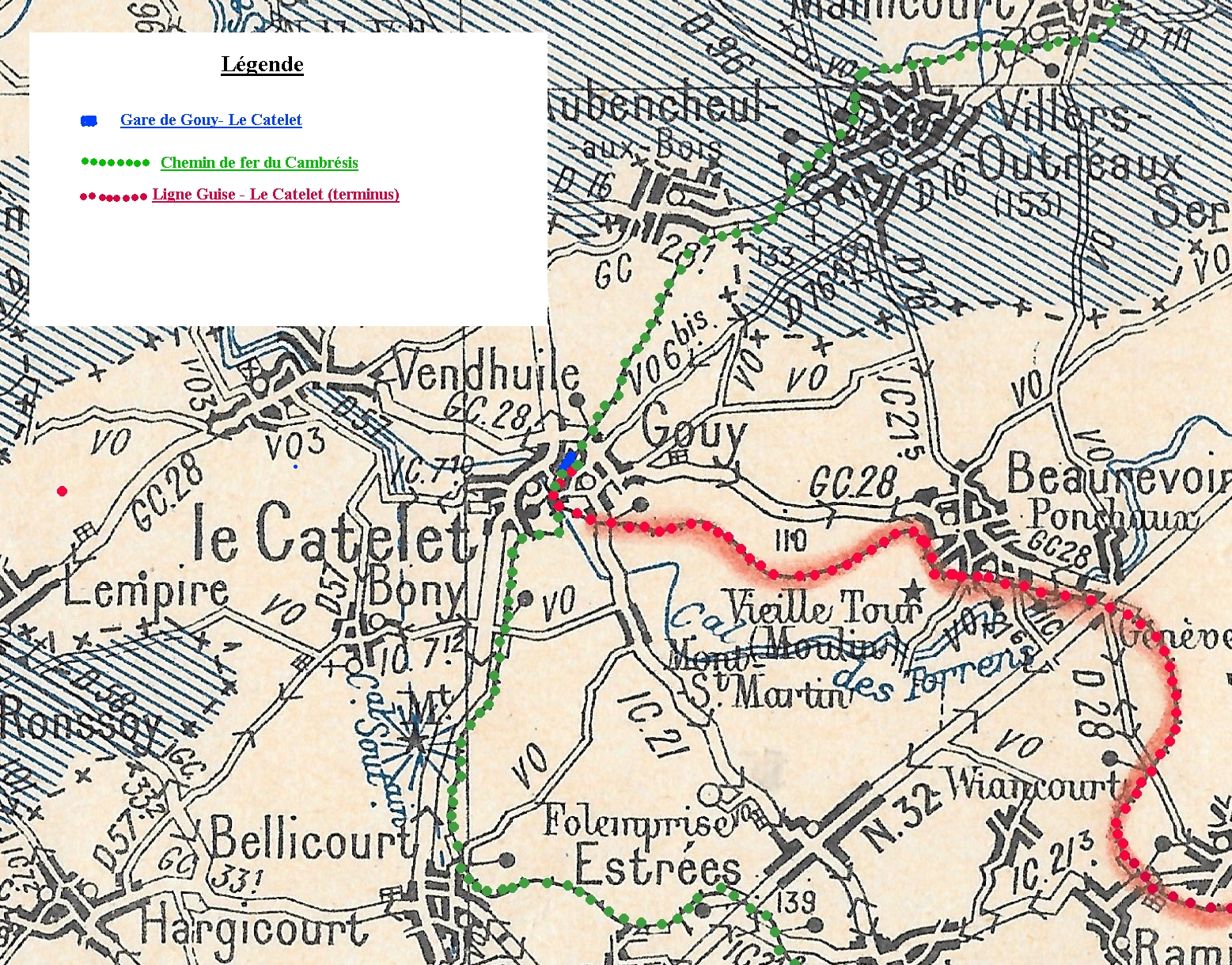
Carte des lignes de chemin de fer à Gouy-Le Catelet.

Première guerre mondiale
Après la bataille des frontières du  7 au 24 août 1914, devant les pertes subies, l'état-major français décide de battre en retraite depuis la Belgique. Le 27 août 1914, les Allemands s'emparent du village et poursuivent leur route vers l'ouest. Dès lors commença l'occupation  qui dura jusqu'en octobre 1918. Pendant toute cette période, Gouy restera loin des combats, le front se situant à une quarantaine de kilomètres à l'ouest vers Péronne. Le village servira de base arrière pour l'armée allemande.
Des arrêtés obligeaient, à date fixe, sous la responsabilité  du maire et du conseil municipal, sous peine de sanctions, la population à fournir : blé, œufs, lait, viande, légumes, destinés à nourrir les soldats du front. Toutes les personnes valides devaient effectuer des travaux agricoles ou d'entretien.
 En février 1917, le général Hindenburg décida de la création d'une ligne défense à l'arrière du front ; cette ligne Hindenburg de fortifications s'appuie sur le canal de Saint-Quentin. Gouy est donc un point stratégique Les habitants du village sont évacués le 13 mars 1917.
En septembre 1918, l'offensive des Alliés sur le front de Péronne porte ses fruits, les Allemands cèdent du terrain peu à peu. Le 30 septembre, les troupes anglaises et australiennes se heurtent, à l'armée allemande. Pendant plusieurs jours, le village sera l'objet de nombreux combats.
Au cours de ces combats, les bombardements ont provoqué de nombreuses destructions.
Après l'Armistice, peu à peu, les habitants évacués sont revenus, mais la population de 1271 habitants en 1911 ne sera plus que de 793 en 1921 .
Vu les souffrances endurées par la population pendant les quatre années d'occupation et les dégâts aux constructions, la commune s'est vu décerner la Croix de guerre 1914-1918 (France) le 17 octobre 1920.
Sur le monument aux morts sont inscrits les noms des 38 soldats de la commune Morts pour la France ainsi que de 3 civils.
Fusion de communes
La fusion de Gouy et du Catelet a été envisagée en 2017/2018 sous le régime des communes nouvelles. Celle-ci a été abandonnée après le vote des conseils municipaux intervenus dans les deux villages le 22 mai 2018, et où la fusion a recueilli 10 voix pour et 2 contre au Catelet, mais 4 voix pour et autant contre à Gouy.

## Politique et administration

### Rattachements administratifs et électoraux
La commune se trouve  dans l'arrondissement de Saint-Quentin  du département de l'Aisne. Pour l'élection des députés, elle fait partie depuis 1958 de la deuxième circonscription de l'Aisne.
Elle faisait partie depuis 1790 du canton du Catelet,. Dans le cadre du redécoupage cantonal de 2014 en France, la commune est désormais intégrée au canton de Bohain-en-Vermandois.

### Intercommunalité
La commune est membre de la communauté de communes du Pays du Vermandois, créée fin 1993.

### Politique locale
Moïze Denizon, maire de Gouy depuis 2008, a indiqué en octobre 2018 son intention de ne pas se représenter aux élections municipales de 2020.

### Liste des maires
| Période                                  | Période                   | Identité             | Étiquette   | Qualité                                                                                         |
| ---------------------------------------- | ------------------------- | -------------------- | ----------- | ----------------------------------------------------------------------------------------------- |
| Les données manquantes sont à compléter. |                           |                      |             |                                                                                                 |
| 1947                                     | 1973                      | Edmond Bricout       | RPF-UNR-UDR | Agriculteur - Député (1951-1955, 1956-1973) Conseiller général du canton du Catelet (1951-1973) |
| mars 1973                                | mars 2008                 | Marcel Debureaux     |             |                                                                                                 |
| mars 2008                                | mai 2020                  | Moïse Denizon        | DVD         | Réélu pour le mandat 2014-2020                                                                  |
| mai 2020                                 | En cours (au 26 mai 2020) | Sophie Denizon-Rekut |             |                                                                                                 |

## Population et société

### Démographie
L'évolution du nombre d'habitants est connue à travers les recensements de la population effectués dans la commune depuis 1793. Pour les communes de moins de 10 000 habitants, une enquête de recensement portant sur toute la population est réalisée tous les cinq ans, les populations de référence des années intermédiaires étant quant à elles estimées par interpolation ou extrapolation. Pour la commune, le premier recensement exhaustif entrant dans le cadre du nouveau dispositif a été réalisé en 2006.

En 2022, la commune comptait 570 habitants, en évolution de +1,42 % par rapport à 2016 (Aisne : −1,97 %, France hors Mayotte : +2,11 %).
| 1793 | 1800 | 1806 | 1821 | 1831 | 1836 | 1841  | 1846  | 1851  |
| ---- | ---- | ---- | ---- | ---- | ---- | ----- | ----- | ----- |
| 680  | 615  | 708  | 705  | 889  | 984  | 1 080 | 1 129 | 1 334 |

| 1856  | 1861  | 1866  | 1872  | 1876  | 1881  | 1886  | 1891  | 1896  |
| ----- | ----- | ----- | ----- | ----- | ----- | ----- | ----- | ----- |
| 1 447 | 1 469 | 1 458 | 1 412 | 1 407 | 1 420 | 1 375 | 1 397 | 1 379 |

| 1901  | 1906  | 1911  | 1921 | 1926 | 1931 | 1936 | 1946 | 1954 |
| ----- | ----- | ----- | ---- | ---- | ---- | ---- | ---- | ---- |
| 1 370 | 1 325 | 1 271 | 793  | 892  | 800  | 795  | 658  | 663  |

| 1962 | 1968 | 1975 | 1982 | 1990 | 1999 | 2006 | 2011 | 2016 |
| ---- | ---- | ---- | ---- | ---- | ---- | ---- | ---- | ---- |
| 671  | 628  | 694  | 659  | 641  | 649  | 621  | 585  | 562  |

| 2021 | 2022 | - | - | - | - | - | - | - |
| ---- | ---- | - | - | - | - | - | - | - |
| 567  | 570  | - | - | - | - | - | - | - |

### Enseignement
Les enfants de la commune sont scolarisés au sein d'un regroupement pédagogique intercommunal réunissant Gouy et Le Catelet, et administré par le syndicat intercommunal scolaire du haut Escaut.

### Sports
Le « Gouy Football club » a été créé à l'été 2019, et évolue sur un terrain municipal rénové après avoir été abandonné une quarantaine d'années

## Culture locale et patrimoine

### Lieux et monuments
- Église Saint-Médard de Gouy, construite en style néo-roman par l'entreptrise de travaux publics A.Delage & Cie de Cambrai, de 1924 à 1926, après sa destruction lors de la Première Guerre mondiale sur les plans Louis Brassart-Mariage. Les vitraux datent de 1933[41].

L'église Saint-Médard
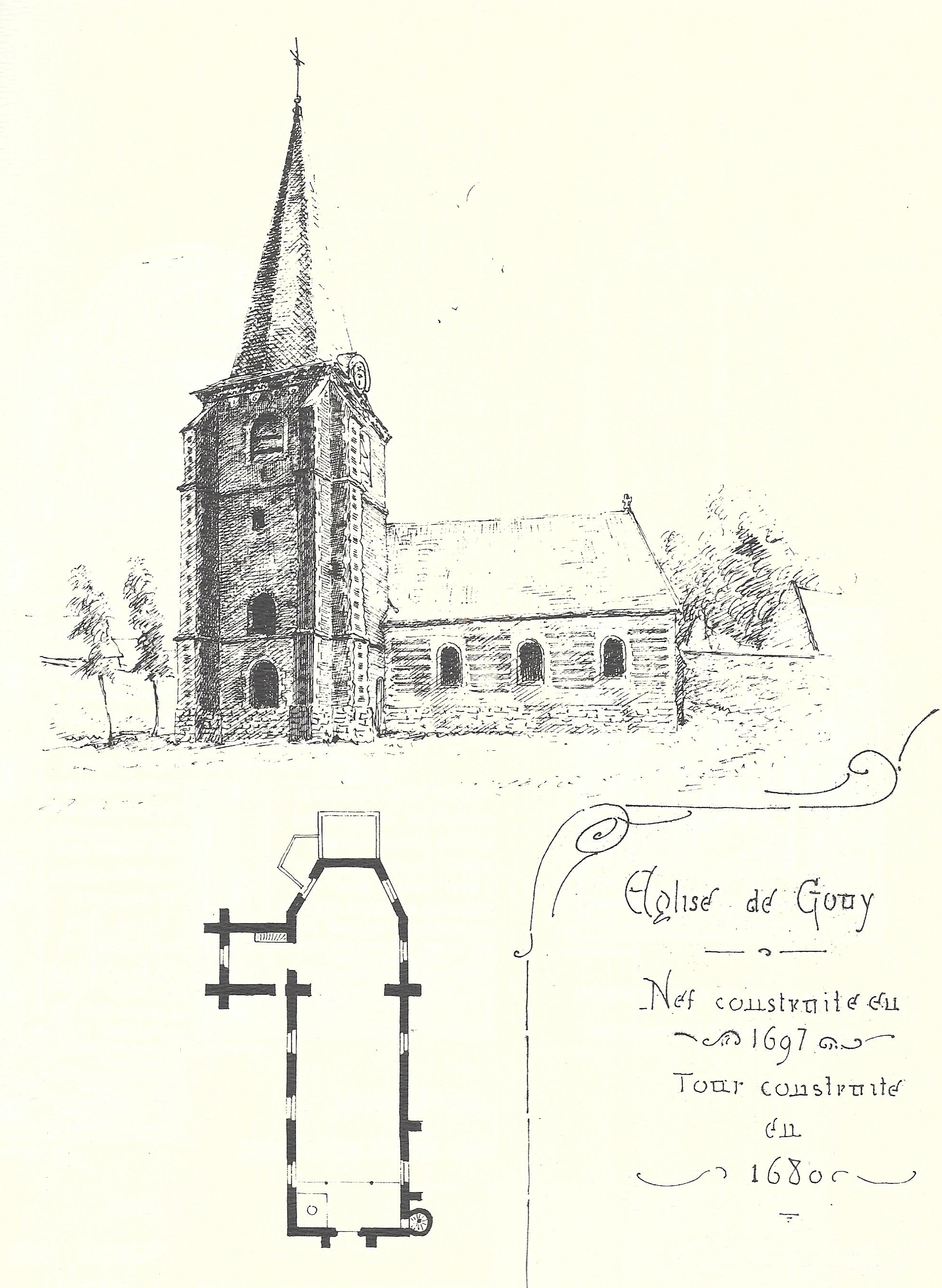
L'église vers 1870, dessin de Joachim Malézieux (1851-1906).
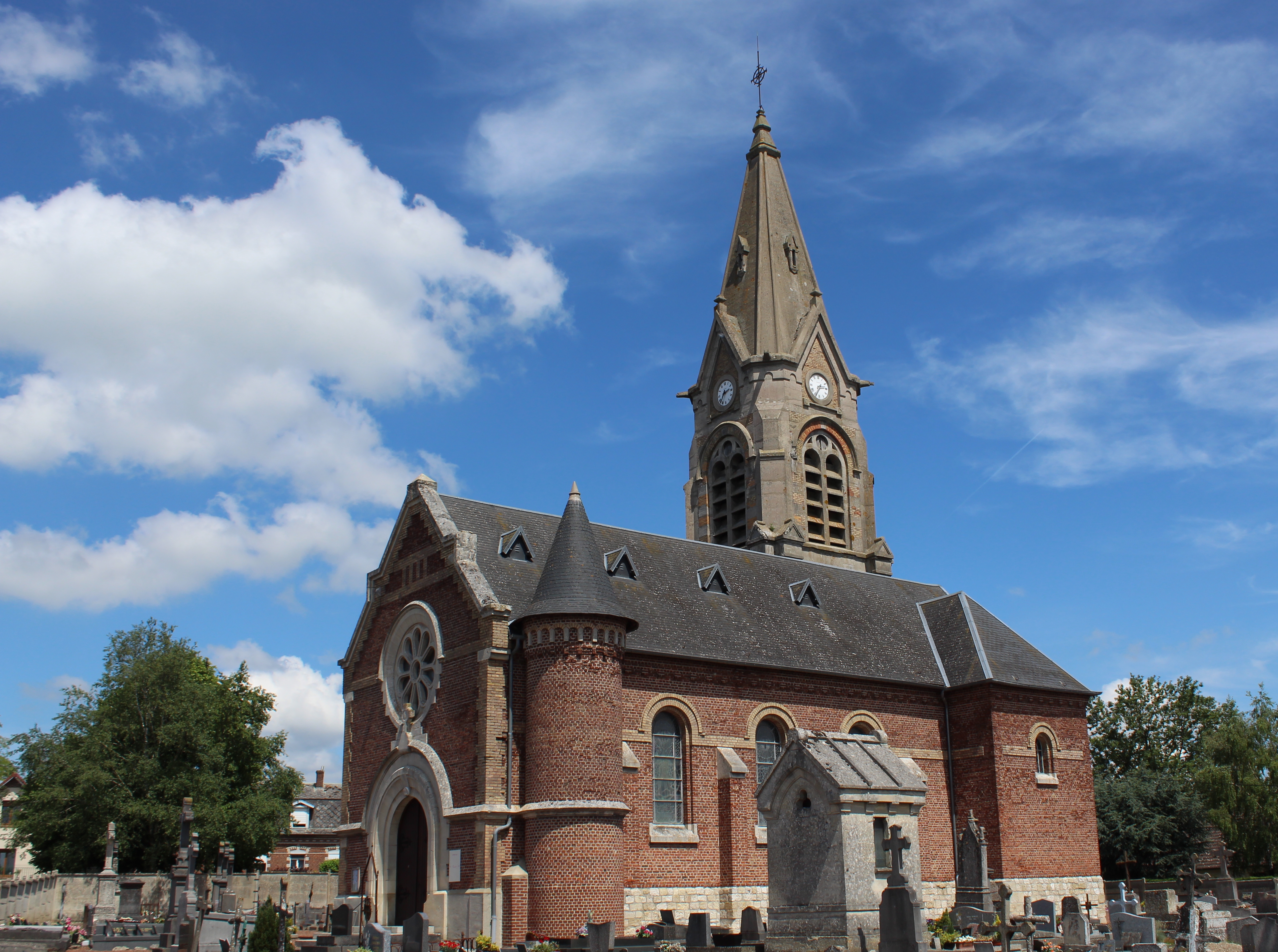
L'église aujourd'hui.
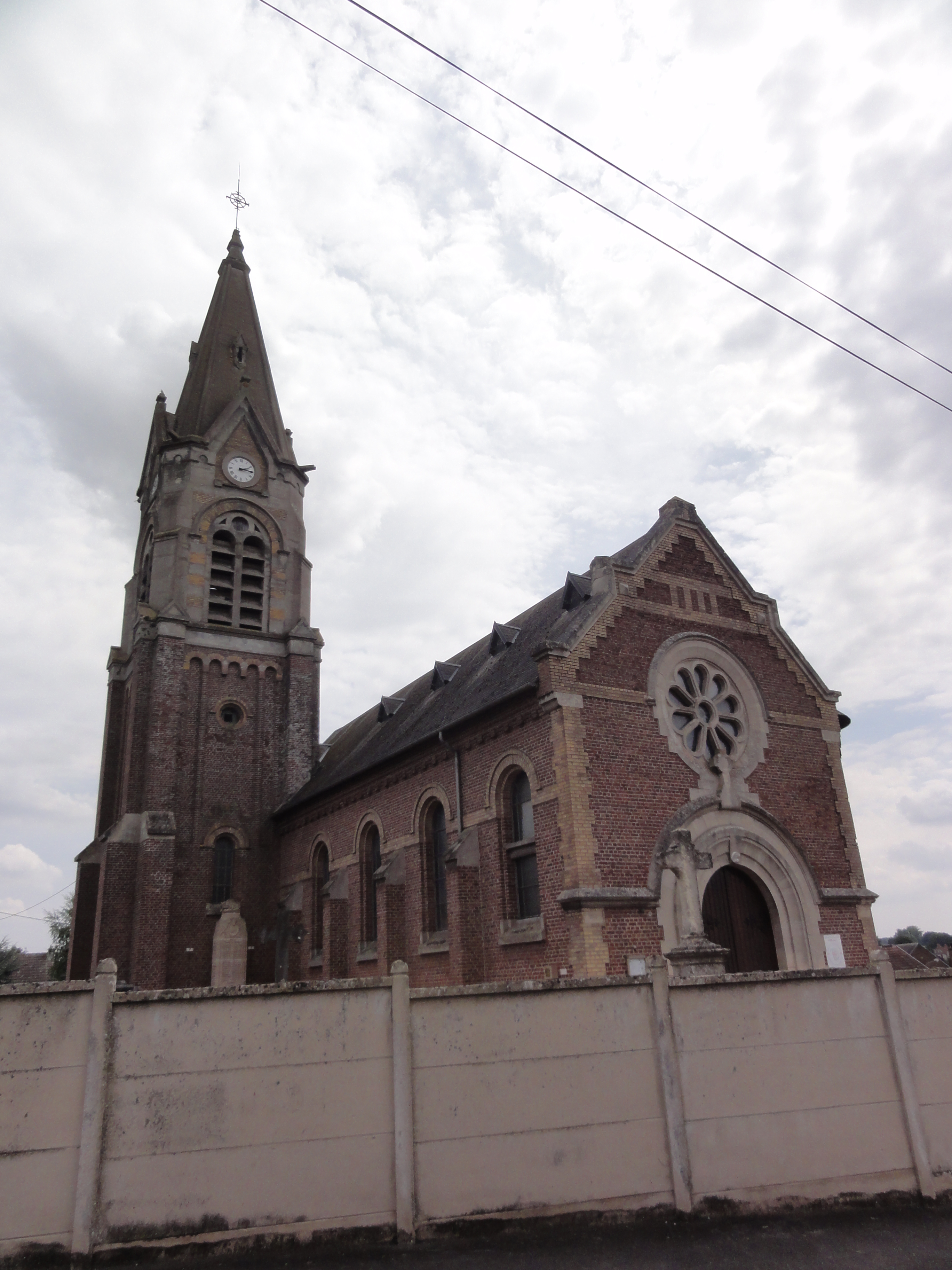
Église Saint-Médard.

- L'abbaye du Mont-Saint-Martin, malgré les destructions de la Seconde Guerre mondiale[42],[43] a des vestiges classés partiellement en 1986 et 1992 au titre des monuments historiques[44]. Elle a abrité, outre des jardins fruitier et potager, un « jardin français » et un jardin « anglais »[42].
- Fermes de Guizancourt, de l'Ormisset, de Plenne, du Bois de Cabaret
- Chapelle de L'Ormisset (à la ferme du même nom)
- Monument aux morts, inauguré en 1926[45].

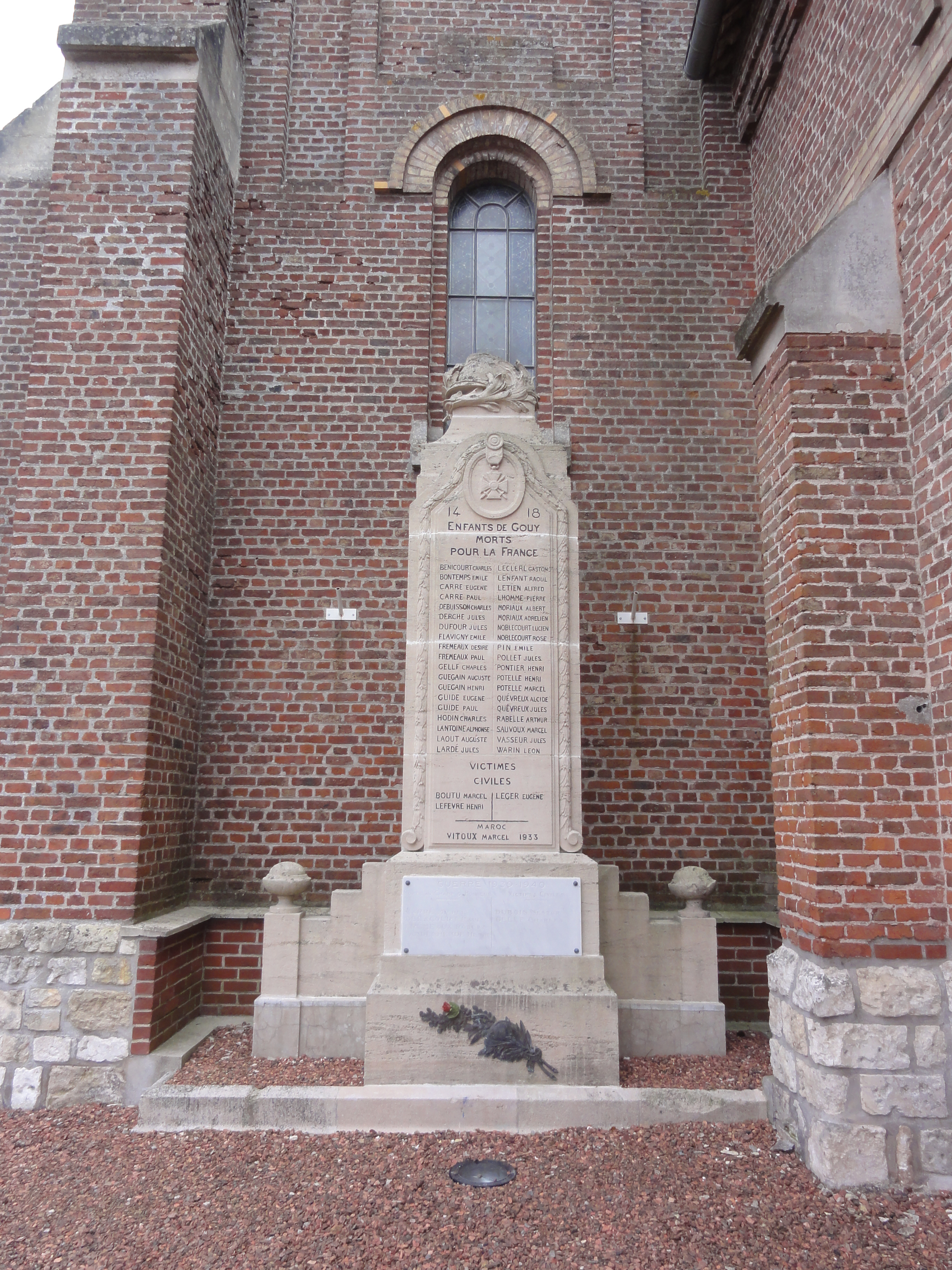
Monument aux morts.
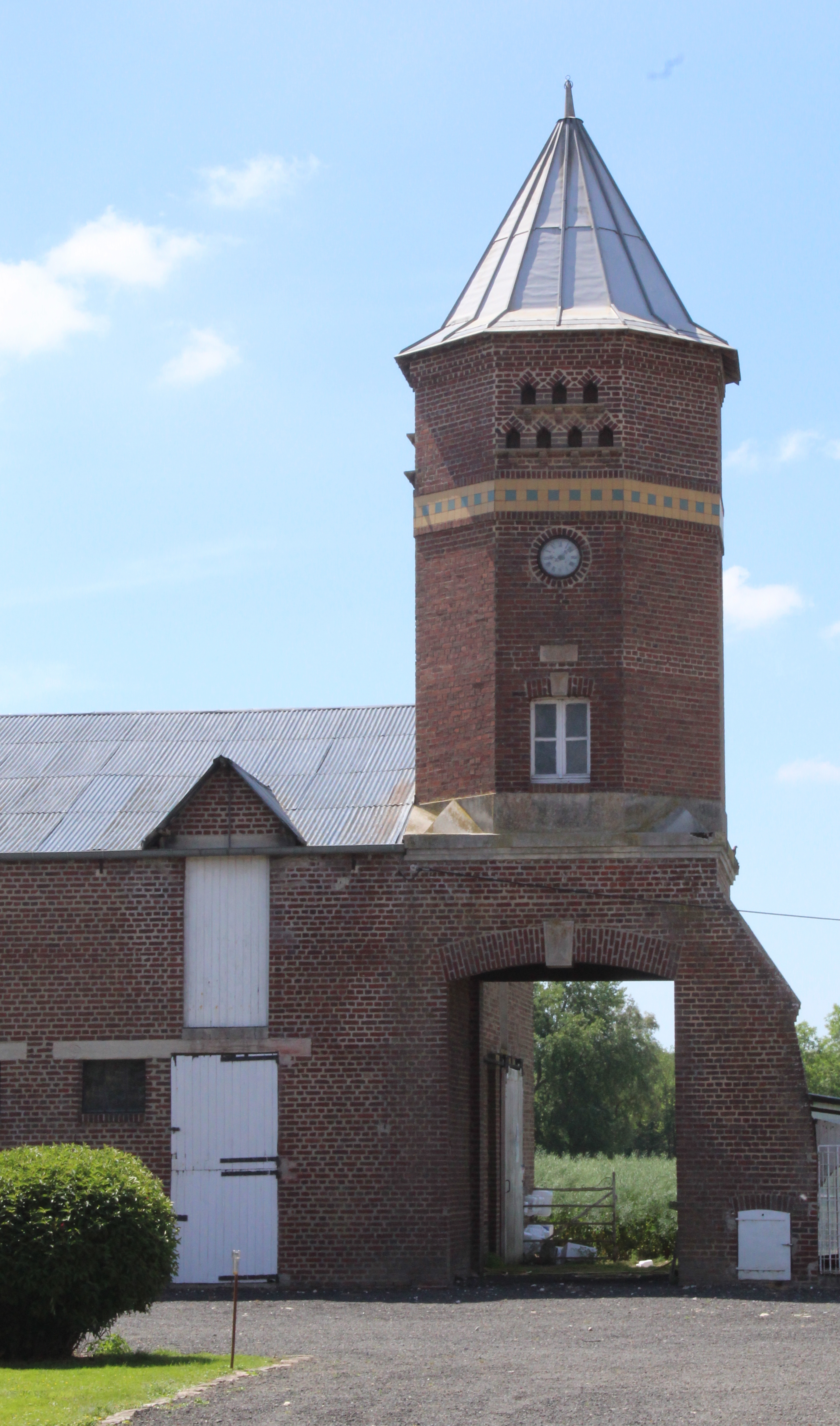
Tour pigeonnier avec porche et horloge.

- Les deux cimetières militaires britanniques de la Première Guerre mondiale :
  - Cimetière militaire britannique de la ferme de Guizancourt (Guizancourt Farm Cemetery, Gouy) situé près de la ferme de Guizancourt
  - Cimetière militaire britannique de Gouy (Prospect Hill Cemetery, Gouy) situé dur la route de Beaurevoir, qui abrite la sépulture de 538 soldats (dont 115 inconnus) décédés lors de la première Guerre Mondiale. On y recense 451 britanniques (dont 104 inconnus), 77 australiens (dont 11 inconnus) et 10 sud-africains[46].

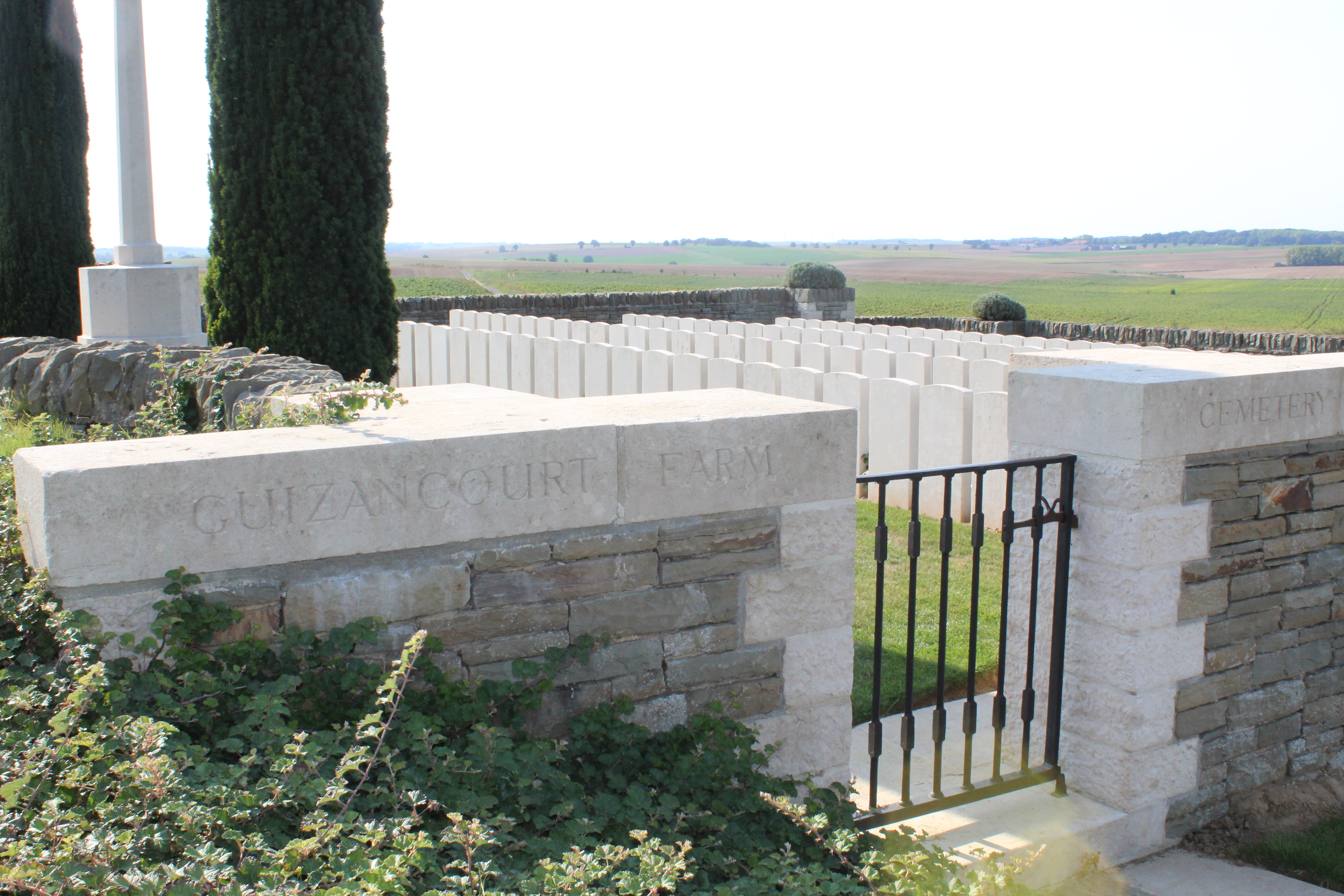
Guizancourt Farm Cemetery
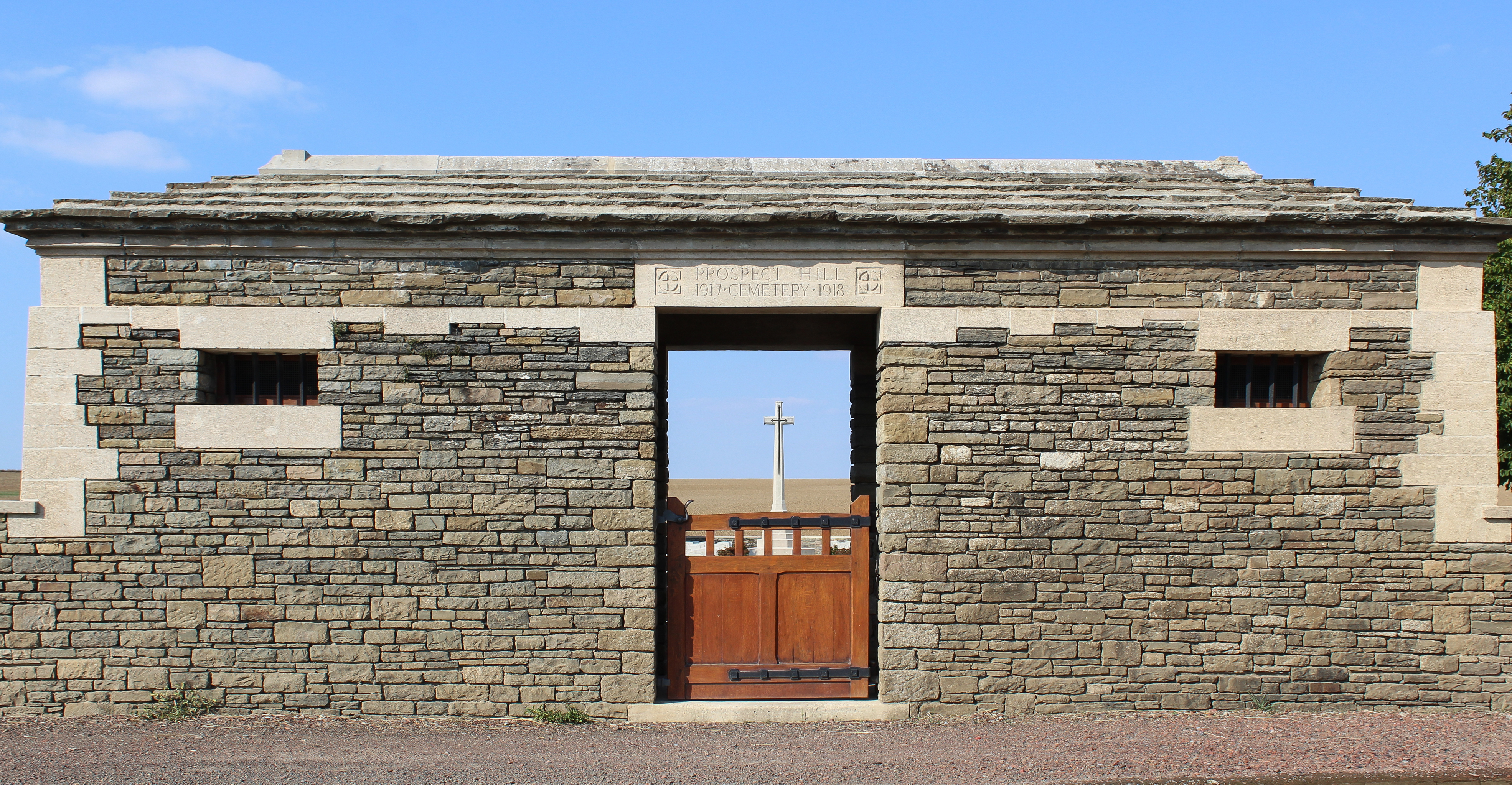
Prospect Hill Cemetery

- Les sources de l'Escaut et son vallon, ainsi que le déversoir dans l'Escaut du Canal des Torrents, rigole de drainage creusée au XVIIIe siècle[47].

### Cartes postales anciennes avant 1914

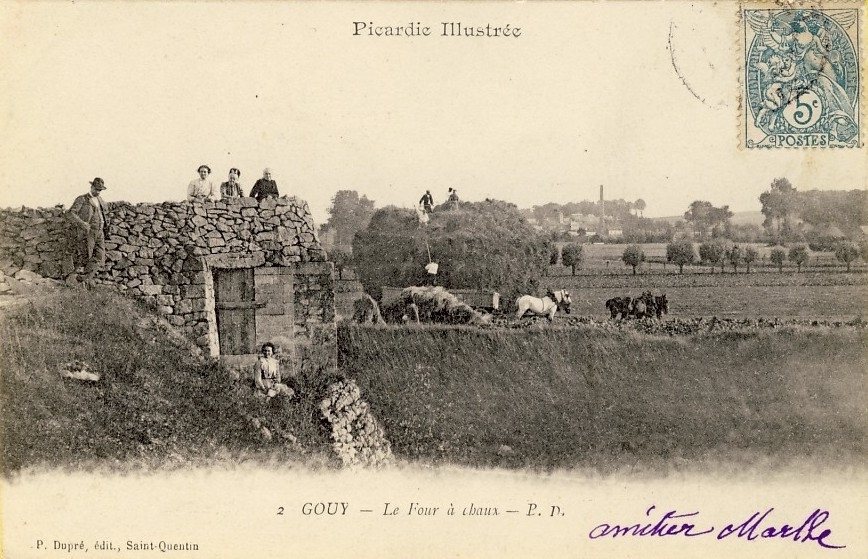
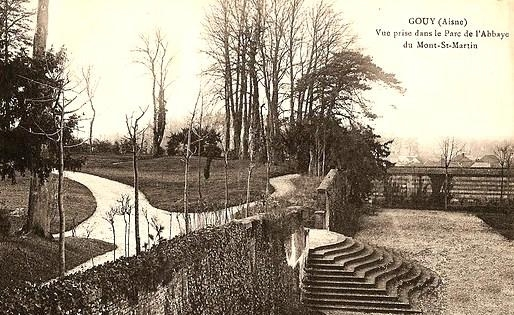
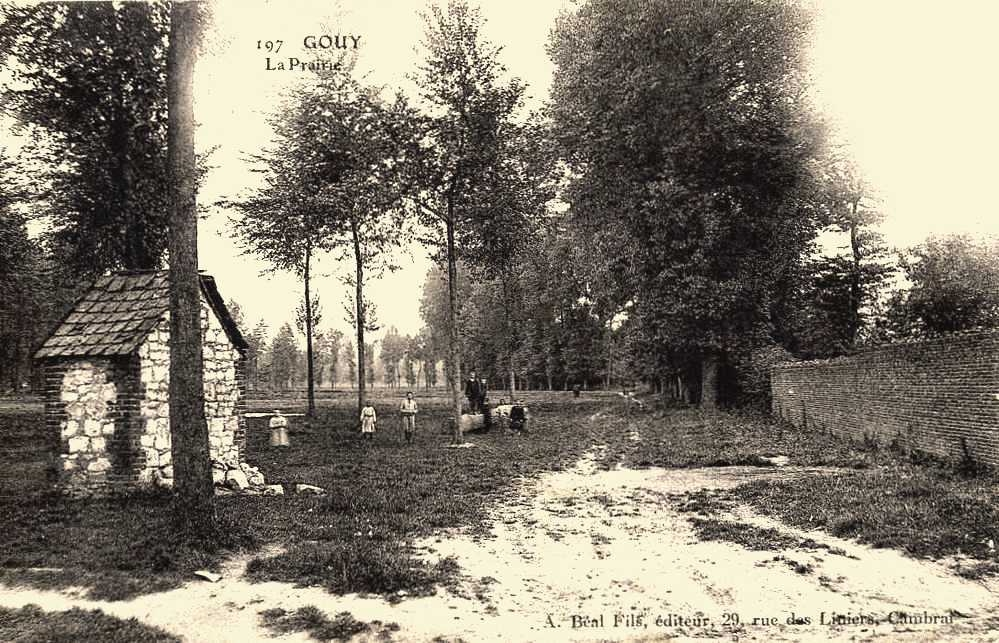
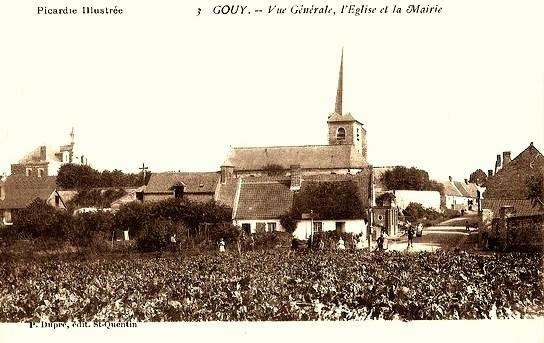
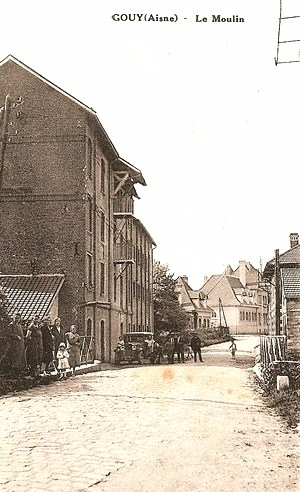
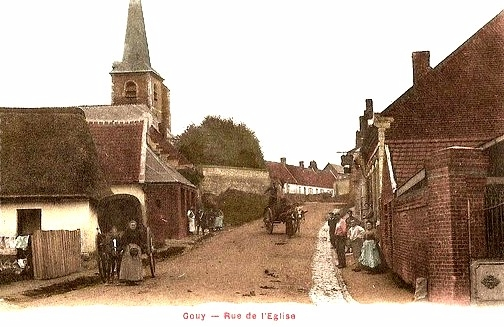

### Cartes postales après 1918

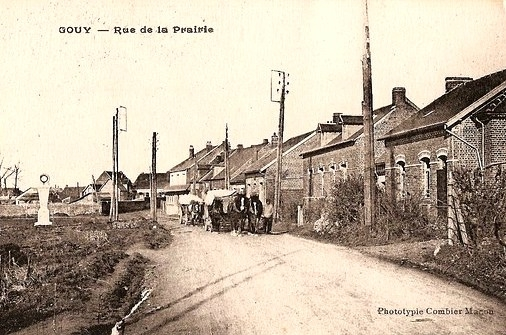
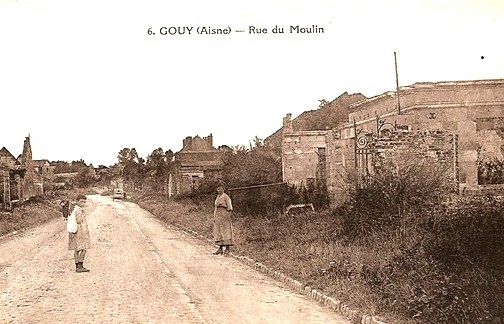
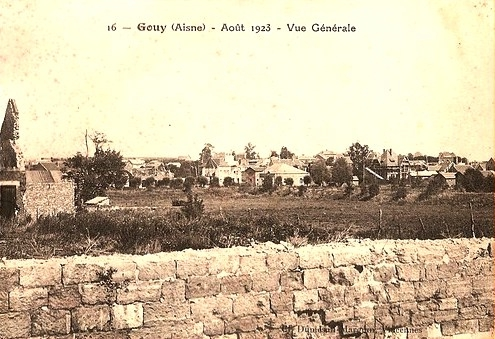
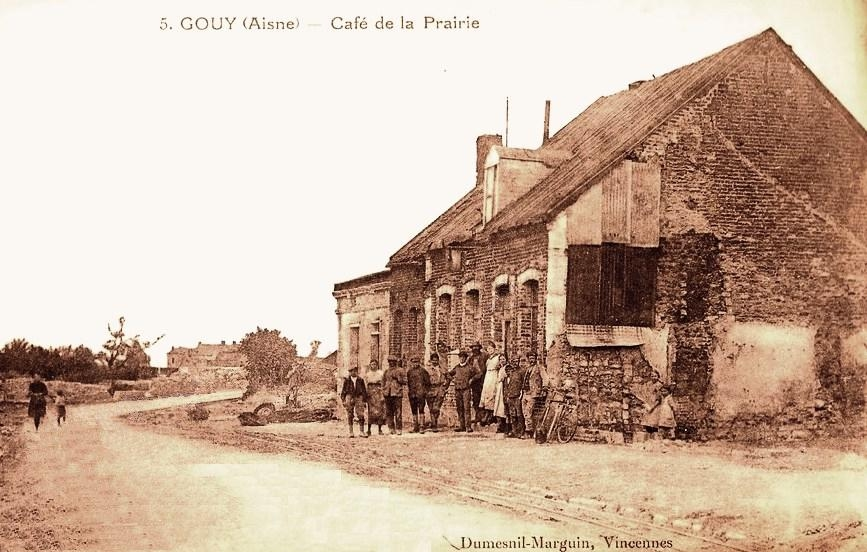
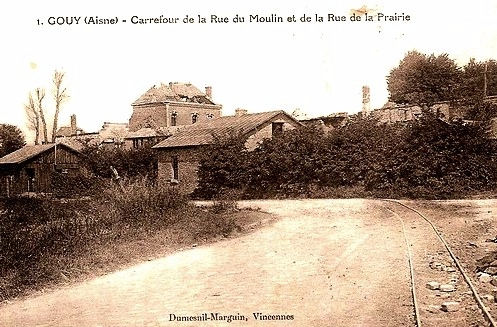

### Personnalités liées à la commune
- Alexandre Ognier (1818-1884), historien local et Goïcien d'adoption. Une ruelle porte aujourd'hui son nom.
- Louis Brassart-Mariage (1875-1933), architecte de l'église, de la mairie et des écoles.
- Edmond Bricout (né le 8 octobre 1904 à Walincourt - décédé le 3 mai 1973 à Gouy) était député de l'Aisne de 1951 à 1973 et maire de Gouy de 1947 à 1973

### Héraldique
| Blason de Gouy | Blason  | Échiqueté d'or et de gueules.                    |
| Blason de Gouy | Détails | Le statut officiel du blason reste à déterminer. |